# Anke Feller
Anke Feller, född den 26 september 1971, är en tysk före detta friidrottare som tävlade i kortdistanslöpning främst 400 meter. 
Feller lyckades aldrig nå någon stor titel individuellt under sin karriär. Däremot var hon en del av det tyska laget på 4 x 400 meter som nådde stora framgångar under slutadet av 1990-talet. Hennes främsta merit var att hon tillsammans med Uta Rohlander, Anja Rücker och Grit Breuer vann VM-guld vid VM i Aten 1997.

## Personliga rekord
- 400 meter - 51,82